# 布拉格拋窗事件

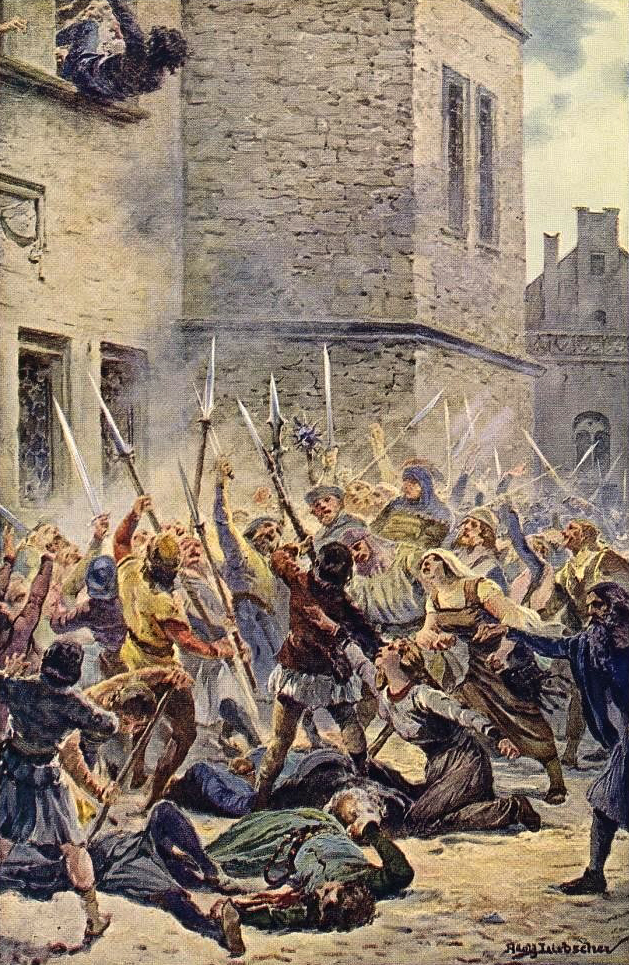
阿道夫·利布歇爾繪製的1419年拋窗事件圖

布拉格拋窗事件（德語：Prager Fenstersturz），又译布拉格擲窗事件，是发生在波希米亚历史上的三次事件，在这些事件中，有人被从窗户扔出。英語“defenestrate”一詞的首次使用正是为了描述1618年发生在布拉格的事件，当时不满的新教等级制度成员将两位王室官員及其书记从布拉格城堡的一扇窗户扔出，并撰写了一份详尽的护教文为其行为辩护。在中世纪和近代早期，擲窗并非罕见，这一行为通常带有私刑与暴民使用暴力的成分，是一种集体实施的谋杀形式。
第一次政府相关的擲窗事件发生于1419年，第二次发生于1483年，第三次则是在1618年。尽管如此，“布拉格擲窗事件”一词通常特指第三次事件。不过，有时1483年的事件并不被认为是“重大擲窗事件”，这也导致当1618年的事件被称为“第二次布拉格擲窗事件”时会存在一定的歧义。三次擲窗事件都引发產生了重要的影響，第一次导致了波希米亚内部的胡斯战争，第二次擲窗事件则促成了国内为期31年的宗教和平（即库特纳霍拉宗教和約），第三次则引爆了席捲全歐洲的三十年战争。

## 第一次布拉格拋窗事件
1415年，神聖羅馬帝國諸侯國波希米亞的宗教改革家揚·胡斯在康斯坦茨宗教會議中被羅馬教廷判決為異端並以火刑處死後，引起支持胡斯的地方貴族及民眾對教廷激烈抗議，最後教廷對波希米亞發佈「禁行聖事」的處罰禁令。1419年，在神聖羅馬君主（只當選羅馬人民的國王，未就任帝位）兼波希米亞國王瓦茨拉夫四世斡旋下，終於讓禁令解除，然而原本以胡斯信徒為主的布拉格市議會卻遭到解散，還有人被逮捕，代之而起的是以天主教為主的新市議會。胡斯信徒非常憤怒，同年7月30日，部份激進的胡斯信徒在神父揚·柴利夫斯基的率領下走上街頭示威遊行，人潮聚集至新市政廳前的查理廣場，要求釋放被逮捕的胡斯信徒。隨著遊行群眾情緒的高漲，也益發激起反胡斯派的不滿，突然有人由市政大廳的窗口向胡斯信徒丟擲石塊，立刻引爆了一觸即發的情勢。狂怒的激進份子衝進新市政廳，在群眾的鼓譟煽動下，活活地將市長及市議員共7人自新市政廳的窗戶扔向樓下一大群手持長矛的抗議者，此即為「第一次拋窗事件」。之後暴動更加激烈，開始攻擊天主教教堂及相關人物，導致神聖羅馬帝國出兵鎮壓，胡斯信徒也全面起事，引發長達15年的胡斯戰爭。

## 第二次布拉格拋窗事件

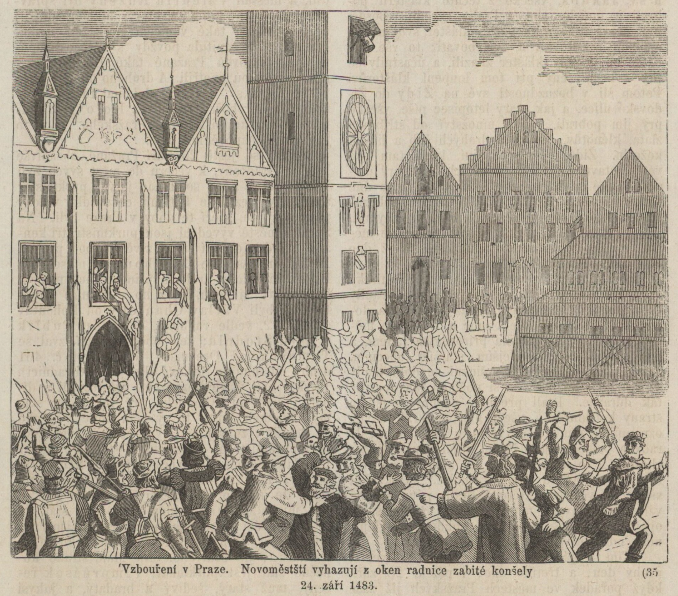
1872年插图，描绘了1483年的布拉格擲窗事件，出自《捷克-摩拉维亚编年史》

这起拋窗事件发生于1483年9月24日，正值国王拉迪斯劳二世统治期间布拉格城内局势动荡之时。当时他虽为波希米亚国王，但直到1490年马加什·科尔维努斯逝世后，他才成为摩拉维亚藩侯国与匈牙利王国的统治者。
出于对自身影响力的担忧，主张“两种形态领圣餐派”的党派在布拉格老城、布拉格新城与小城区发动了一场暴力政变。老城区市长与新城区七位议员的尸体被从各自的市政厅窗户中扔下。这场政变有效限制了统治权力，并阻止了胡斯战争前的旧体制恢复。
1483年10月6日，布拉格的三个市镇签署了统一与共同行动的协定，确立了圣餐双形论派的统治地位。事态的发展最终导致库特纳霍拉宗教和約的实现，并在1485年的库特纳霍拉会议上宣告了两种教会的平等地位。

## 第三次布拉格拋窗事件

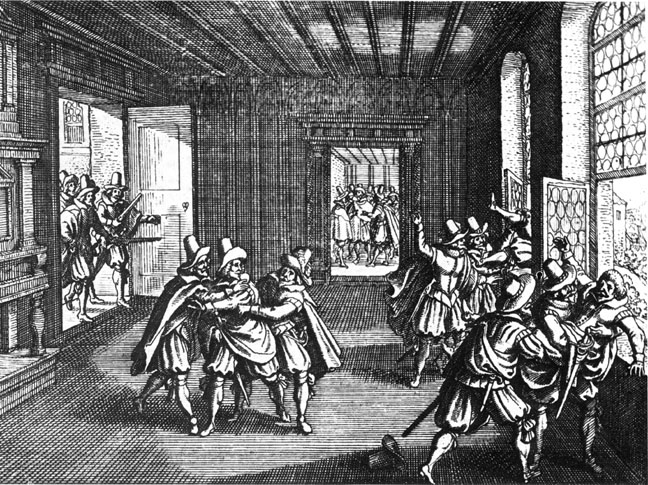
展示第三次拋窗事件的同時代版畫

1555年，神聖羅馬帝國皇帝查理五世签署奥格斯堡宗教和约，承认波希米亚人宗教信仰现状。1609年帝国皇帝鲁道夫二世颁布了“皇帝帝国宪章”，进一步允许了波希米亚人的宗教自由。1617年，神聖羅馬帝國皇帝馬提亞斯派遣耶穌會教士進入波希米亞，意圖在波希米亞復興天主教，並任命哈布斯堡皇室的斐迪南大公為波希米亞國王。斐迪南是一名狂熱的天主教徒，他對波希米亞的新教徒進行大規模的迫害，並禁止新教徒的宗教活動，拆毀他們的教堂。於是在1618年5月23日，波希米亞首都布拉格的新教徒發動起義，衝進布拉格城堡，以侵害宗教自由的罪行將兩名帝國大臣威廉·格拉夫·斯拉瓦塔、雅羅斯拉夫·博爾齊塔·馮·馬丁尼茨及一位書記官菲利普·法布里奇烏斯共3人從窗口扔出，此即為「第二次布拉格拋窗事件」。三人僥倖墜落堆肥中而未受傷，隨即逃至斐迪南國王處報告造反。1619年新教徒成立臨時政府，由30位成員組成，推舉腓特烈五世為王，宣佈波希米亞獨立，引發白山之戰，雖以慘敗告終，但戰後的嚴酷處置卻釀成影響歐洲深遠的三十年戰爭。